# 洞八岭村
洞八岭村，是中华人民共和国山西省晋城市泽州县山河镇下辖的一个村。
2014年11月25日，洞八岭村公布为第三批中国传统村落。
2019年1月21日，洞八岭村公布为第七批中国历史文化名村。